# Nikolai Grigorjewitsch Ignatow
Nikolai Grigorjewitsch Ignatow (russisch Николай Григорьевич Игнатов; * 3. Maijul. / 16. Mai 1901greg. auf der Staniza Tischanskaja bei Urjupinsk, Russisches Kaiserreich (heute Oblast Wolgograd, Russland); † 14. November 1966 in Moskau) war ein sowjetischer Politiker.

## Biografie

### Aufstieg
Ignatow war Arbeitersohn und hatte in der Jugend als Zimmermann gearbeitet. Während des Bürgerkrieges kämpfte er in der Roten Armee. 1924 wurde er Mitglied der Kommunistischen Partei der Sowjetunion (KPdSU). Bis 1932 war er Mitarbeiter des Geheimdienstes, der Tscheka bzw. der OGPU. Anschließend nahm er an einem zweijährigen Lehrgang des Zentralkomitees (ZK) der KPdSU für Marxismus-Leninismus erfolgreich teil. Seine politische Karriere war sehr wechselhaft und unsicher. In den Jahren nach 1934 bekleidete er Sekretärsposten der Partei in Leningrad, ab 1938 als Erster Obkomsekretär in Kuibyschew, ab 1940 in Orjol, ab 1949 als Erster Sekretär der Region Krasnodar, ab 1953 als Erster Obkomsekretär in Woronesch und von 1955 bis 1957 als Erster Obkomsekretär in Gorki. Von 1939 bis 1941 war er Kandidat des Zentralkomitees der KPdSU und erst 1952 wurde er schließlich Mitglied des ZK.

### Im Zentrum der Macht
Vom 16. Oktober 1952 bis zum 5. März 1953 und vom 17. Dezember 1957 bis zum 4. Mai 1960 war Ignatow als Sekretär des ZK der KPdSU zuständig für Landwirtschaftsfragen.
Vom 16. Oktober 1952 bis zum 15. März 1953 wurde er im Rahmen der Erweiterung der Führungsgremien der Partei durch Josef Stalin zum Kandidaten des Politbüros (von 1952 bis 1966 Präsidium genannt). Von 1956 bis zum 29. Juni 1957 war er erneut Kandidat des Politbüros. Er wurde durch Nikita Chruschtschow gefördert und unterstützte diesen 1957 gegen den Versuch einer Mehrheit im Politbüro ihn als Ersten Sekretär der KPdSU zu stürzen. So stieg er denn 1957 auf in das höchste politische Gremium der UdSSR, er wurde Vollmitglied im Politbüro der Kommunistischen Partei der Sowjetunion, und zwar in der Zeit vom 29. Juni 1957 bis zum 31. Oktober 1961. Er unterstützte Chruschtschows Kurs bei der Entstalinisierung der KPdSU (1959: Forderung des Parteiausschlusses von Molotow, Kaganowitsch und Malenkow). Um 1960 begann jedoch schon wieder sein Abstieg aus dem Zentrum der Macht. Warum Chruschtschow seinen getreuen Helfer nicht gegen Leonid Breschnew und andere Parteigrößen halten konnte oder wollte ist dabei unklar. 1959 war er für wenige Monate und nach 1962 wiederum Vorsitzender des nur repräsentativen Präsidiums des Obersten Sowjets (also Staatsoberhaupt) der Russischen SFSR (RSFSR).

### In der Regierung der UdSSR
Ignatow war von 1952 bis 1953 im Ministerrat der UdSSR Minister im Kabinett von Stalin und dann wieder im Kabinett von Chruschtschow von 1958 bis 1962 Minister für die Beschaffung von landwirtschaftlichen Erzeugnissen und von 1960 bis 1962 zugleich Stellvertretender Ministerpräsident.

### Ehrungen
Ignatow erhielt den Orden Held der sozialistischen Arbeit. Nach seinem Tod wurde seine Urne an der Kremlmauer in Moskau beigesetzt.